# روبن هربرت
روبن هربرت (1 ديسمبر 1957 بكيب تاون في جنوب أفريقيا - ) (بالإنجليزية: Reuben Herbert)‏ هو لاعب كريكت جنوب أفريقي. لعب مع Hertfordshire County Cricket Club ‏ ونادي مقاطعة ساسكس للكريكت ‏ والمقاطعات الوطنية للكريكيت الإنجليزي والويلزي ‏ وSuffolk County Cricket Club ‏.

## وصلات خارجية
- روبن هربرت على موقع إي آس بي آن كريك إنفو (الإنجليزية)